# مقلاع الثدي
مقلاع الثدي هي أداة تعذيب كانت تستعمل في العصور الوسطى يتم معاقبة كل أمرأة تدان بالفاحشة أو الزنى.

## تاريخه
ظهر مقلاع الثدي في عصر الملكة ماري الأولى في فترة حكمها التي دامت خمس سنوات من 1553-1558 الا انه أشتهر بعد ذلك في العديد من المناطق في أوروبا.

## طريقة استعمالها
يتم تثبيت الضحية ويثبت المقلاع في ثدي المرأة ويتم شدها بشدة إلى ان يتمزق الثدي.